# トゥースラ
トゥースラ（フィンランド語: Tuusula [ˈtuːsulɑ]、スウェーデン語: Tusby [ˈtʉ̌ːsbyː])）はフィンランド、ウーシマー県の自治体。ヘルシンキ郡に属し、ヘルシンキの北約30km、トゥースラ湖畔に位置する。フルリャ/スカーベビョーレ、ヨケラ、ケッロコスキの3つの大きな集落とその他の地域からなる。
ヘルシンキへのトゥースラの主要道路は、フィンランド国道45号。
街は1643年に開かれた。

## 人口の推移
- 1970 – 17,235
- 1980 – 22,151
- 1987 – 26,234
- 1990 – 27,328
- 1997 – 29,957
- 2000 – 31,957
- 2007 – 34,890
- 2011 – 37,233

## 姉妹都市
- オッペグロー（ノルウェー）
- ソーレントゥーナ（スウェーデン）
- Hvidovre（デンマーク）
- ヴィニ（エストニア）
- アウグストゥフ（ポーランド）
- District Celle（ドイツ）
- ヴィドノエ（ロシア）
- ケレタロ（メキシコ）